# Hardknott

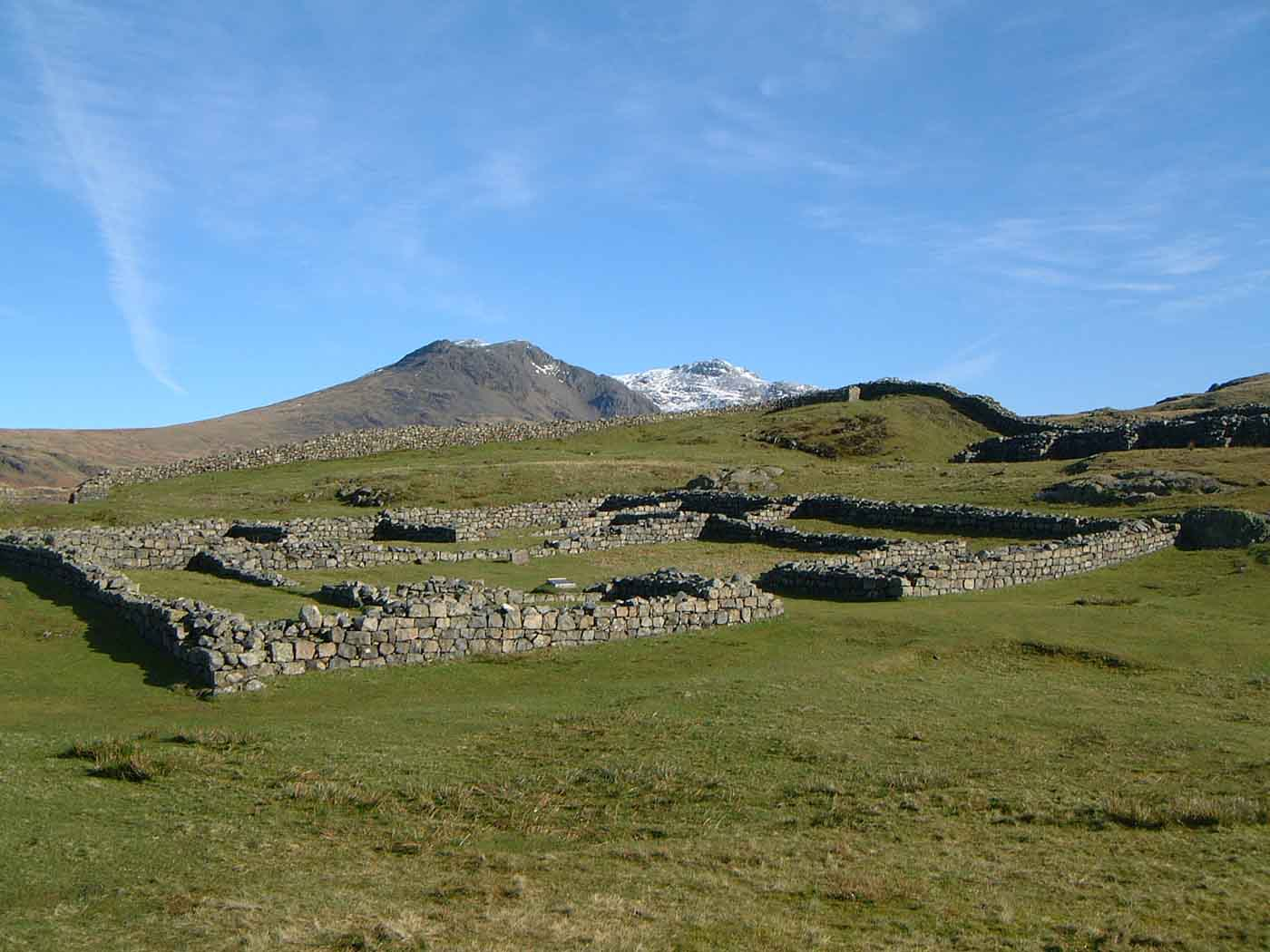
Restos del fuerte romano de Mediobodgdum.

El fuerte romano de Hardknott, llamado por los romanos Mediobodgdum es una fortaleza romana situada en el lado oeste del Hardknott Pass, en el condado de Cumbria (anteriormente parte de Cumberland).

## Historia

### Localización
El fuerte se encuentra próximo al río Esk. Los ruinas son popularmente conocidas como Hardknott Fort o Hardknott Castle, pero son identificadas por el Anónimo de Rávena como Mediobogdo (o más correctamente Mediobogdum), estando situado a lo largo de la ruta entre los fuertes de Galava (Ambleside) y Glannoventa (Ravenglass).

### Historia

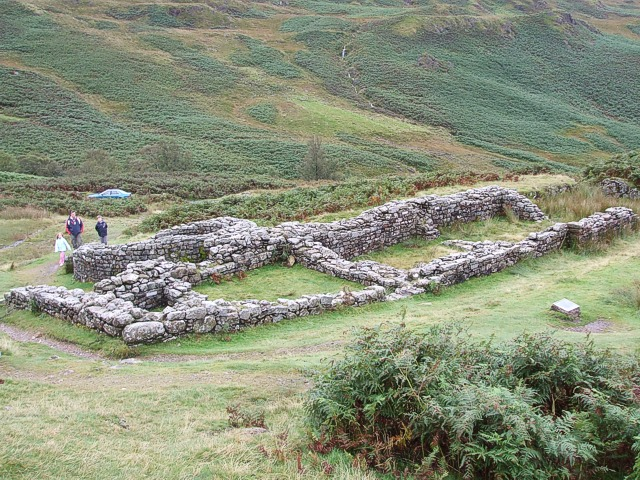
Restos de las termas del fuerte romano de Mediobodgdum.

Construido entre los años 120 y 138, bajo la administración del emperador Adriano por la Cohors IIII Delmatarum, como atestigua una inscripción honoraria fechada entre 126 y 130 y ocupado por un destacamento de infantería dálmata hasta el siglo II, el fuerte fue abandonado durante la invasión de Caledonia por Antonino a mediados del siglo II. El fuerte fue de nuevo reocupado hacia el 160 o el 200, bajo el mandato de Marco Aurelio, y continuó en uso hasta los últimos años del siglo III. Durante este tiempo, se desarrolló en torno a él un extenso vicus.

### Estructura
El fuerte, construido con base cuadrada, se encontraba rodeado de una muralla de 114 metros de largo, ocupando un área de 1'3 hectáreas.
En el interior del fuerte se levantaban varias construcciones de piedra: un granero, un cuartel general y un edificio utilizado como residencia del jefe de la guarnición. Es probable que también hubiera otras construcciones en madera para el alojamiento de los soldados.
Situado en el exterior del fuerte se alzaba otro edificio en el que se encontraban unas termas, de las que ha sobrevivido hasta la actualidad el sudatorium de base circular.

### Excavaciones arqueológicas
Las primeras excavaciones arqueológicas en torno a Mediobogdum fueron llevadas a cabo en el siglo XIX; posteriores labores arqueológicas se desarrollaron en los años cincuenta y los sesenta del siglo XX. Del antiguo fuerte y de las termas se han conservado el perímetro de las murallas, en buen estado de conservación; estas construcciones permanecen bajo propiedad del National Trust británico, y son gestionadas por el English Heritage.